# Кам'яні знаряддя
Кам'яні знаряддя — знаряддя праці, зроблені з каменю. Археологічні знахідки біля кенійського озера Туркана вказують, що примітивними кам'яними знаряддями користувалися предки людей ще 3,3 мільйони років тому (за часів австралопітеків). Камінь був основним інструментом для виготовлення інструментів протягом усієї кам'яної доби (що завдячує їх назвою), що тривала аж до 9700 років до н.е. Кам'яні знаряддя добре зберігаються, тому дозволяють типізувати різні культури. Матеріалом, з яких робилися кам'яні знаряддя був, переважно, кремінь.
Протягом кам'яної доби техніка створення кам'яних знаряддь весь час прогресувала, а кілька разів технологічні стрибки були настільки сильними, що набір знаряддь для роботи радикально змінювався протягом короткого часу. Таким чином, виділяють кілька індустрій, або культур кожна з яких характеризується своїм набором технік і інструментів. Найбільш відомими є:
- Олдувайська
- Ашельська
- Мустьє
- Оріньяк

Обробка кременю за леваллуазькою технікою

Базовою технікою виготовлення кам'яних знарядь була оббивка каменю для утворення гострого краю з одного боку або з обох боків. Більш прогресивною є так звана леваллуазька техніка відщеплення від великого каменю (нуклеусу) невеликих сколів, з подальшою їх обробкою. 